# Bandiera del Munster

la bandiera del Munster

La bandiera del Munster consiste in tre corone dorate su sfondo blu (con gradazione poco definita, che varia dal blu scuro all'azzurro scuro, passando per il blu classico). Le tre corone costituivano il principale stemma dell'Irlanda, prima di essere soppiantate dall'arpa celtica nel XVI secolo. Non è molto chiaro a cosa rimandino le corone, anche se una possibile spiegazione consiste nel ritenere che esse rappresentino i tre domini inglesi sul Munster nel Medioevo: gli O'Brien (Thomond), i Butler (Ormond) e i Fitzgerald (Desmond).
Se il rimando delle corone è ai tre domini inglesi sull'isola, il colore blu si riferisce alla mitologia e in particolare a Mór Muman, una donna bellissima vestita di blu, personificazione del potere temporale sul territorio del Munster.

## Origine della bandiera
Gli stemmi apparvero per la prima volta attorno al 1500. Se il significato da attribuire alla bandiera è quello già esposto nella sezione precedente, il motivo scelto era già presente nel tredicesimo secolo. Infatti nella Rocca di Cashel, contea di Tipperary fu rinvenuto un copricapo pastorale di tal periodo, che presenta una piccola corona forgiata in metallo brunito su sfondo blu. Questo reperto è conservato al National Museum of Ireland, Dublino.
Cashel fu dall'inizio del Medioevo al XV secolo, la sede del trono dei re del Munster, molti dei quali esercitavano sia potere spirituale che temporale. Quindi il fatto di avere posto la corona sul copricapo pastorale era segno della legittimità del potere temporale sulla provincia.